# Rajtuzy (spodnie)

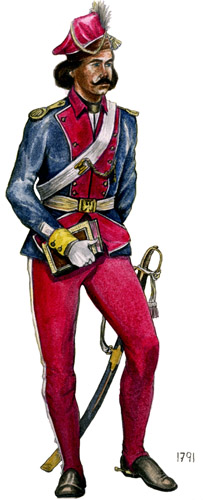
Oficer Kawalerii Narodowej w rajtuzach (ok. 1790)

Rajtuzy (niem. Reithose od reiten − daw. "posuwać się naprzód", "jeździć konno") – długie, obcisłe spodnie kawaleryjskie z XIX wieku, często podszyte skórą, niekiedy zapinane na guziki na całej długości wzdłuż zewnętrznych szwów na nogawkach.
W schyłkowych latach I Rzeczypospolitej nosiła je Kawaleria Narodowa, podobnie jak ułani i żołnierze innych polskich formacji kawaleryjskich epoki napoleońskiej. Szczególnie obcisłe rajtuzy (zwane też pantalonami) uważane były w latach 1807-1812 za typowo polskie. Podobne nosili oficerowie armii Królestwa Polskiego w latach 1815-1831.